# Wilhelm August Bredt
Wilhelm August Bredt (* 16. März 1817 in Barmen (heute Stadtteil von Wuppertal); † 23. März 1895 in Honnef) war ein preußischer Verwaltungsbeamter und Politiker.

## Leben

### Ausbildung
Bredt entstammte einer alteingesessenen, evangelisch-reformierten Barmer Kaufmannsfamilie. Er wurde geboren als Sohn des Spinnereibesitzers Friedrich Wilhelm Bredt und der Charlotte Bredt, geb. Rübel. Zu Beginn besuchte er die Stadt- und Realschule in seiner Heimatstadt, bevor er im Jahr 1833 auf das Gymnasium nach Bielefeld wechselte, das er mit der Reifeprüfung am 28. September 1836 abschloss. 1836 bis 1839 studierte er an den Universitäten in Bonn und Berlin Rechtswissenschaften.

### Bredt als preußischer Beamter
Nach Beendigung seiner Studien trat Bredt in den preußischen Justizdienst ein. Zum 7. Mai 1840 begann er als Auskultator beim Landgericht Berlin, von wo er zum 25. Juni 1842 unter Ernennung zum Gerichtsreferendar an das dortige Kammergericht wechselte. Mit dem 28. September 1842 kehrte Bredt, im Zuge seiner Versetzung als Regierungsreferendar, an die Regierung Koblenz in das Rheinland zurück. Seine Umsetzung als Regierungsassessor an die Regierung Düsseldorf datiert vom 25. Januar 1847. Während der zehn Jahre bis zu seinem Ausscheiden aus dem Staatsdienst 1857 versah Bredt die nachfolgenden Aufgaben: Zunächst vom 1. Oktober 1847 bis zum 31. Dezember 1848 vertretungsweise die Verwaltung des Landratsamtes Elberfeld, danach Beschäftigung beim Oberpräsidium der Rheinprovinz und im Juli 1850 bei der Regierung Sigmaringen. Von dort kehrt er zur Regierung Düsseldorf zurück. Im November 1854 wechselte er als Hilfsarbeiter in das Preußische Finanzministerium nach Berlin. Während seiner dortigen Tätigkeit wurde er am 9. Dezember 1854 zum Bürgermeister von Barmen gewählt, sein kommissarischer Antritt folgte am 2. Oktober 1855. Da Bredt im Dienst der Regierung Düsseldorf stand, erhielt er am 7. Januar 1857 noch dort die Ernennung zum Regierungsrat. Mit seinem Ausscheiden am 6. April 1857 war die Bestätigung seiner Wahl und die Verleihung des Oberbürgermeistertitels verbunden.

### Bredt als Politiker
40-jährig wurde August Bredt am 15. Mai 1857 in das Amt des Oberbürgermeisters von Barmen eingeführt. Er blieb in dieser Stellung bis zu seiner Versetzung in den Ruhestand zum 1. Oktober 1879. In Verbindung mit der Bestätigung seiner Wiederwahl vom 6. April 1868 wurde ihm der Charakter eines Geheimen Regierungsrats verliehen. In seiner Amtszeit, während der Barmen zur Industriestadt wuchs, stieg die Einwohnerzahl von etwa 41.000 auf mehr als das Doppelte.
Bredt war Mitglied in verschiedenen Parlamenten, so für das rechte Zentrum 1848 als Abgesandter des „Wuppertales“ in der Preußischen Nationalversammlung und 1851/52 in der Zweiten Kammer des Preußischen Landtags. Als Vertreter der Stadt Barmen wurde Bredt am 29. Juli 1874 in das Preußische Herrenhaus berufen (Eintritt am 16. Januar 1875). Nach seinem Ausscheiden, infolge der Pensionierung zum 1. Oktober 1879, erhielt er am 3. Oktober 1879 eine erneute Berufung (Eintritt 28. Oktober 1879). 1867 bewarb sich Bredt in einer Nachwahl um einen Sitz im konstituierenden Reichstag des Norddeutschen Bundes, unterlag jedoch Johann Baptist von Schweitzer.

## Privates
August Bredt heiratete am 2. Mai 1854 in Krefeld Amalie von der Leyen (* 23. November 1830 in Krefeld; † 1926), eine Tochter des Kaufmannes und Kommerzienrats Konrad von der Leyen und der Sophia von der Leyen, geb. Gontard. Aus der Ehe ging der Sohn Julius Bredt (1855–1937) hervor, der Chemiker wurde. Nach seiner Pensionierung zog Bredt nach Honnef, wo er die Villa Hauptstraße 6 besaß und 1892 die Lungenheilanstalt Hohenhonnef ins Leben rief. Im Stadtarchiv Wuppertal befinden sich persönliche Dinge und Schriftwechsel aus seinem Nachlass.

## Ehrungen
- 1861: Roter Adlerorden, Ritterkreuz v. Klasse
- 1866: Roter Adlerorden, Ritterkreuz III. Klasse mit der Schleife
- 1868: Charakterisierung als Geheimer Regierungsrat
- 1873: Königlicher Kronen-Orden III. Klasse mit dem roten Kreuz auf weißem Feld am Erinnerungsband (für Kriegsleistungen)
- 1879: Verleihung der Ehrenbürgerrechte der Stadt Barmen (anlässlich seines Ausscheidens aus dem Amt, das er lange in Barmen innehatte)
- 1931: Anlage des Aussichtspunktes „Bredtplatz“ unterhalb der Heilstätte Hohenhonnef (heute zum Parkplatz umfunktioniert)[2][3]